# Festival Pully Lavaux à l'heure du Québec
Le Festival Pully Lavaux à l'heure du Québec existe depuis 1996 et a lieu tous les deux ans à Pully en Suisse. C'est un festival de chansons françaises mettant en vedette des artistes québécois.
Depuis 2004, un comité remet des récompenses appelées les Guy Bel à des artistes s’étant illustrés dans le cadre du festival.